# De Cuvelier
De Cuvelier is een Zuid-Nederlandse adellijke familie met wortels in Namen en omgeving.

## Geschiedenis
- De eerste adelsverheffing in deze familie gebeurde in 1704 ten gunste van Nicolas Cuvelier, voorzitter van de Raad in Namen.
- In 1758 werd aan zijn zoon Nicolas, de titel baron vergund, overdraagbaar op al zijn afstammelingen, in de eerste plaats op zijn zoon, Albert-Ignace de Cuvelier (1730-1802), heer van Champion, kolonel en commandant van de Naamse Burgerwacht, en getrouwd met Marie-Isabelle de Maillen (1747-1826). Die zijn zoon, nogmaals Nicolas de Cuvelier, was heer van Warisoulx en Villers-lez-Heest.

## Erkenning in de adel
Na het herstel van de adel onder het Verenigd Koninkrijk der Nederlanden verkregen verschillende van hun kinderen of kleinkinderen erkenning in de erfelijke adel.
Edouard Walter Charles Marie Joseph Ghislain de Cuvelier (Namen, 18 februari 1772 - Annevoie-Rouillon, 2 augustus 1850) trouwde in 1826 met Ferdinande-Adrienne de Wilmet (1775-1858), weduwe van André de Moreau. In 1816 werd hij erkend in de erfelijke adel, met de titel baron, overdraagbaar bij eerstgeboorte en met benoeming in de Ridderschap van de provincie Namen. Het gezin bleef kinderloos. 
Nog net voor de Franse tijd, in 1794, schonk Nicolas de Cuvelier de heerlijkheden Warisoulx en Villers aan zijn neef Edouard. In de tijd van het Verenigd Koninkrijk der Nederlanden was hij gedeputeerde voor de adel in de Provinciale Staten van de provincie Namen en burgemeester van Warisoulx. Na 1830 was hij provincieraadslid.
Frédéric Auguste François Joseph Ghislain de Cuvelier (Namen, 3 april 1773 - 10 november 1833), broer van Edouard, promoveerde tot licentiaat in burgerlijk en kerkelijk recht en was kapitein in het regiment van Namen tijdens de Brabantse Revolutie. Hij trad vervolgens in het seminarie, werd na zijn priesterwijding erekanunnik en vicaris-generaal van het bisdom Namen. In 1823 werd hij in de erfelijke adel erkend, met de titel baron, overdraagbaar bij eerstgeboorte.
Eugène Joseph Ghislain de Cuvelier (Namen, 19 februari 1787 - Andenne, 20 maart 1867), broer van de twee voorgaanden, werd ontvanger van registratie en domeinen en burgemeester van Andenne. In 1823 werd hij in de erfelijke adel erkend, met de titel baron, overdraagbaar bij eerstgeboorte. Hij bleef vrijgezel.
Nog een vierde zoon van Albert-Ignace, Ladislas de Cuvelier (1779-1854), getrouwd met Marie-Catherine Sohet (1782-1854), werd in 1823 voorgedragen voor erfelijke adel, maar hij liet na de open brieven te lichten.
Pas een halve eeuw later werden de beide zoons van Ladislas, François en Ladislas, geadeld:
- François Léopold de Cuvelier (Namen, 2 juni 1814 - Marbaix-la-Tour, 1886), ontvanger van belastingen, was getrouwd met Elisabeth Bayot (1821-1903). Het gezin bleef kinderloos. In 1883 werd hij in de erfelijke adel erkend, met de titel baron, overdraagbaar bij eerstgeboorte.
- Ladislas Joseph Ghislain de Cuvelier (Namen, 6 april 1818 - Luik, 30 november 1883) verkreeg in 1878 erkenning in de erfelijke adel. Hij was getrouwd met Anna Ledain (1883-1887), en was de enige die afstammelingen had, onder wie:
  - Ladislas de Cuvelier (1854-1929), raadsheer bij de Hoge Mijnraad, die in 1887 de titel baron verkreeg, overdraagbaar bij eerstgeboorte. Hij trouwde, maar bleef kinderloos.
  - Adolphe de Cuvelier (1860-1931), secretaris-generaal van het ministerie van buitenlandse zaken van de Vrijstaat Congo, voorzitter van het Syndicaat voor studies en ondernemingen in Congo. Hij kreeg de titel ridder in 1893 en baron in 1908, telkens overdraagbaar bij eerstgeboorte. Hij trouwde in 1889 met Alice De Smedt (1866-1931) en ze hadden drie kinderen, onder wie:
    - baron Adolphe de Cuvelier (1894-1954), getrouwd met Marie-Auguste Leclercq (1895-1980). Hij was voorzitter van het Museum van de Dynastie en ondervoorzitter van de Koninklijke vereniging van politieke gevangenen 1914-1918.